# Псевдогалогени

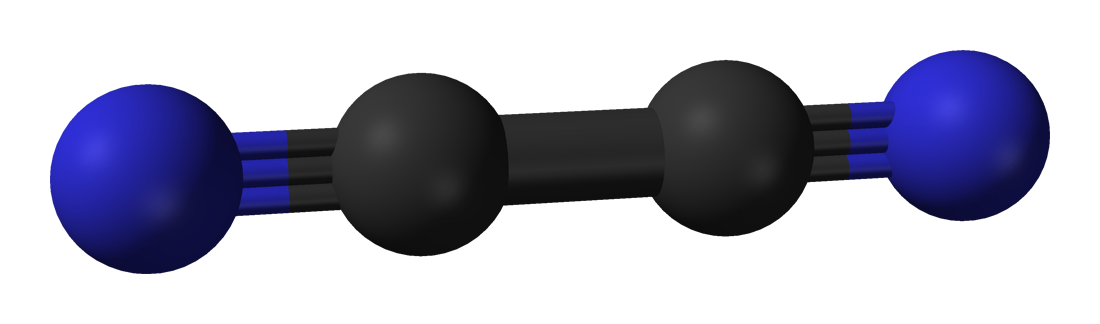
Модель молекули диціану

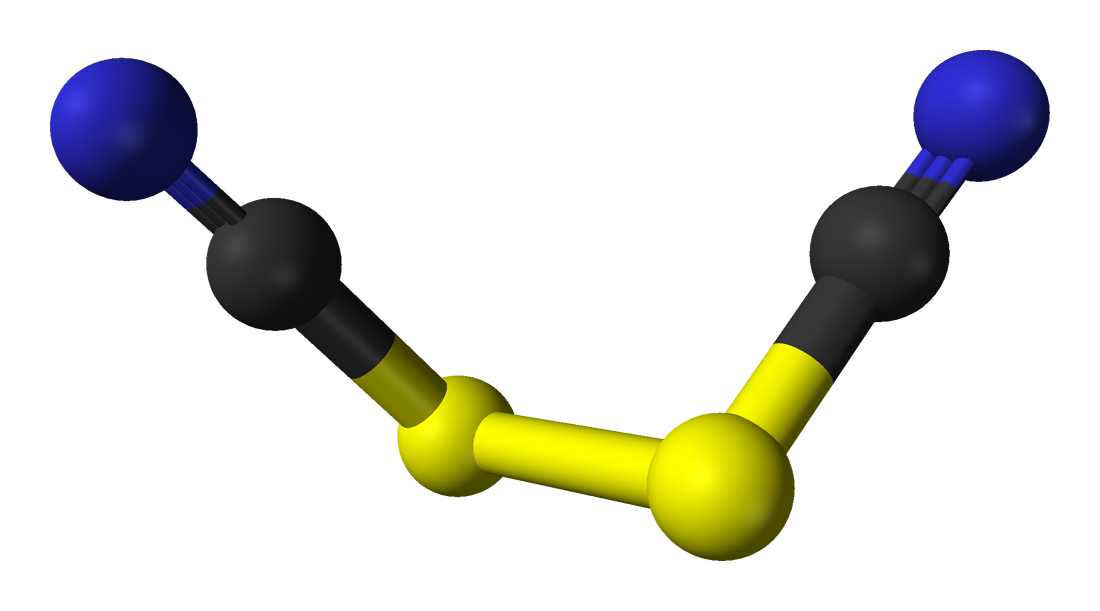
Модель молекули диродану

Псе́вдогалоге́ни — група радикалів, які мають подібні до галогенів хімічні властивості: утворюють димери і проявляють схожі властивості у формі аніонів. 

## Димери
До димерних псевдогалогенів традиційно відносяться:
- диціан (CN)2
- оксоціан (OCN)2
- диродан (SCN)2
- селенодиціан (SeCN)2

Аналогічно до молекулярних галогенів вони диспропорціонують у лужному розчині:
{\displaystyle \mathrm {(CN)_{2}+2OH^{-}\longrightarrow OCN^{-}+CN^{-}+H_{2}O} }
А також відновлюються з утворенням відповідних іонів:
{\displaystyle \mathrm {(SCN)_{2}+2e^{-}\longrightarrow 2SCN^{-}} }

## Псевдогалогеніди

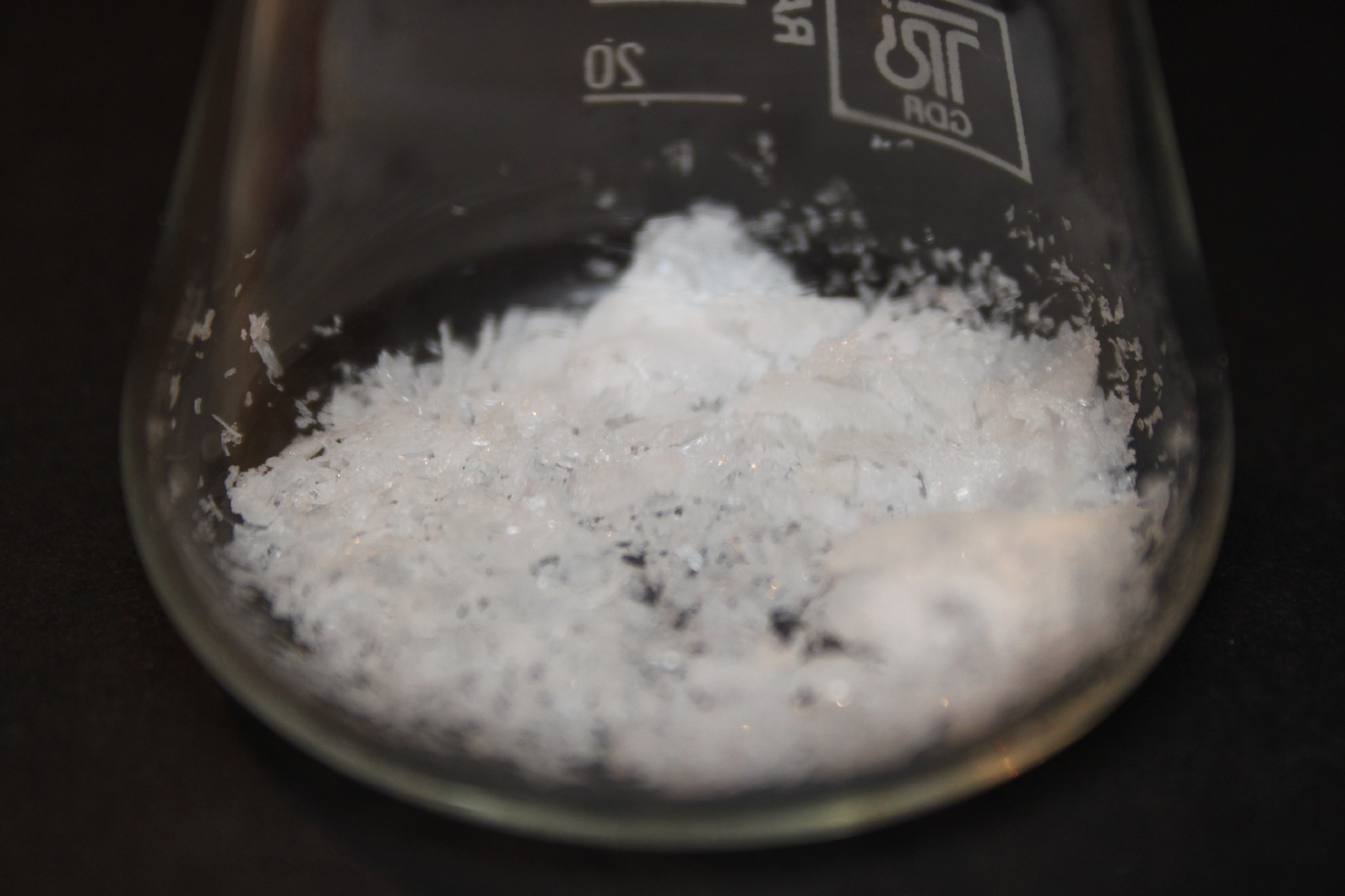
Зразок бромоціану BrCN

В аніонній формі псевдогалогени утворюють ряд псевдогалогенідів. Він є дещо ширшим, оскільки не кожен радикал здатен утворювати димерну молекулу (наприклад, її не утворює азид •N3).
До псевдогалогенідів відносяться сполуки, що містять відповідний аніон, наприклад:
- ціанід-іон CN- (ціаніди);
- ціанат-іон OCN- (ціанати);
- тіоціанат-іон SCN- (тіоціанати);
- азид-іон N3- (азиди).

Псевдогалогеніди, аналогічно до галогенідів, утворюють малорозчинні сполуки з Ag(I), Pb(II), Hg(I):
{\displaystyle \mathrm {Pb^{2+}+2CN^{-}\longrightarrow Pb(CN)_{2}\downarrow } }
Вони проявляють схожість і при взаємодії з металами-комплексоутворювачами — результатом є координаційні сполуки:
{\displaystyle \mathrm {Hg^{2+}+4SCN^{-}\longrightarrow [Hg(SCN)_{4}]^{2-}} }
З аніонів так само можливе отримання молекулярних (димерних) сполук:
{\displaystyle \mathrm {2SCN^{-}+MnO_{2}+4H^{+}\longrightarrow (SCN)_{2}+Mn^{2+}+2H_{2}O} }
Також псевдогалогени можуть утворювати сполуки типу галоген—псевдогалоген (наприклад, хлороціан ClCN) і псевдогалогеноводні (HCN, HN3, HSCN).